# Opel Kadett
Opel Kadett var en bilmodel fra den tyske bilfabrikant Opel. Modelbetegnelsen var i brug fra 1937 til 1940 og fra 1962 til 1992.

## Første generations Kadett 1937 – 1940
Opel lancerede modellen i 1936. Frem til anden verdenskrig blev bilen produceret i Tyskland. Efter krigen blev hele produktionsapparatet taget som krigsbytte og flyttet til Rusland hvor produktion af modellen blev genoptaget i 1947 under navnet Moskvitch.

## Kadett A
Den første Kadett A kom i oktober 1962. Den kom som almindelig sedan samt luksusmodel (L), coupé, og stationcar. Den blev produceret frem til juli 1965 i 649.512 eksemplarer. 

## Kadett B
Kadett B blev produceret fra 1966 til 1973. Den kom som både to- og firedørs almindelig sedan. Derudover kom den som tredørs stationcar og to typer coupé, almindelig (Kiemen) og fastback (Coupé F). 
I tillæg kom Coupé som Rallye, både med 1,1l med dobbeltudstødning, og med 1,9 l motor fra Opel Rekord. Man kunne også få Rallye Sprint, som fik dobbeltudstødning, og anden bagakseludveksling. 
I en kort periode i 1960'erne blev Kadett solgt i USA, gennem Buickforhandlere. Både Kadett A og Kadett B var relativt enkle biler, som havde til hensigt at konkurrere med markedslederen Volkswagen Type 1. Dens enkle design fik det amerikanske bilblad "Car & Driver" til at publicere en nedladende test som indeholdt billeder af bilen hos en autoophugger. Dette førte til at General Motors undlod at reklamere i C&D i flere måneder.

## Kadett C
I 1973 kom Kadett C. Den blev også produceret af Isuzu i Japan og solgt som Isuzu Gemini på asiatiske og australske markeder. I Sydkorea producerede Daewoo en version kaldet Daewoo Maepsy. Britiske Vauxhall Motors' Chevette var også i store træk en Kadett, men med en anderledes front, og 1 256cm³ OHV Vauxhall motor i stedet for Kadettens 1 196 OHV Opel-motor. Det blev til en kortere version kaldet Kadett C City, baseret på Vauxhalls Chevette-kombi. Dette var Opels første af denne type. 
Opel stoppede produktionen af Kadett C i 1979. Vauxhall fortsatte med at producere Chevette frem til 1983. Efter 1979 blev Vauxhall Chevette importeret til Tyskland i et par år for at tilfredsstille tilhængere af baghjulstræk. Kadett C var sidste generation Kadett med baghjulstræk. 
Kadett C er i dag en populær bil for samlere og entusiaster. Specielt populær er Kadett C Coupé. Mest populær er Kadett C Coupé Rallye og GT/E-modellene. Disse kom med Opels 1 897cm³ CIH motor med Bosch benzinindsprøjtning. Senere kom de med 1 998cm³ CIH motor. Det er svært få fat på engelske udgaver med rattet i højre side. 
Endnu sjældnere er Aero-Kadetten med aftageligt Targatag. Disse blev produceret i stærkt begrænset antal af Karosserie Baur i Stuttgart.

## Kadett D
I 1979 kom Kadett D, Opels første bil med forhjulstræk. I England blev den under produktionen af Vauxhall Motors kaldt Astra Mk.1. Vauxhall begyndte ikke produktionen før i april 1980. Kadett D kom som tre- og femdørs-udgave samt stationcar. Det blev også til nogle få to- og firedørs sedanudgaver, med lignende karrosseri som de tre- og femdørs. Men de forsvandt hurtigt fra markedet. 
Der var stor teknisk forskel på Kadett D og Kadett C. Meget større end fra Kadett C og Kadett B. Ikke bare på grund af forhjulstrækket, men den var den første med Opels nye motordesign. Den havde nu aluminiumsblok og hydrauliske ventilhætter. Den kom med 1 300cm³ og 1 600cm³ motorer. Senere kom en 1 800cm³ motor som blev brugt i Kadett GTE-modellerne. Denne motorserie blev også brugt i andre modeller som Corsa og Ascona.

## Kadett E
Arvtageren til Kadett D var Kadett E som kom i 1984. Den blev udnævnt til «Årets bil» i 1985. Dette var især på grund af dens avancerede, aerodynamiske karrosseridesign. Kadett E kom i både tre- og femdørs versioner, samt en cabrioletversion i 1987, designet af Bertone i Torino, Italien. Bilen blev Danmarks mest solgte på et år med 16.686 styk i 1986, og beholdt den rekord i årtier.
I 1984 blev motoren forstørret til 1 400, 1 800 og en ny 1 998cm³ motor. 1 998cm³ motoren blev brugt i GSi og Vauxhall Astra GTE-versionerne. I 1988 kom en 16-ventilet twin-cam version i GSi-modellen. Denne ydede 156 hk (115 kW) (med katalysator 150 hk (110 kW)).
I slutningen af 1980'erne og begyndelsen af 1990'erne blev sydafrikanske Kadett GSier kaldt Superboss. Den blev udstyret med en kraftigere 2 liters motor som ydede 170 hk (125 kW). Den blev brugt i billøb i Sydafrika
I Brasilien blev Kadett E introduceret som Chevrolet Kadett, men den tredørs stationcar blev kaldt Chevrolet Ipanema.
Kadett E dannede basis for Daewoo Le Mans (som senere blev til Daewoo Cielo, Racer og Nexia) i Sydkorea, og Heaven i Chile (Nexia var HB version), som blev solgt i USA som Pontiac LeMans, og i Canada som Passport Optima. Nexia bliver stadig produceret på Daewoo-fabrikken i Asaka, Usbekistan. Cielo blev produceret frem til 2005 på en delvist uafhængig (fra GM) fabrik i Craiova i Rumænien.

### Combo
Modelbetegnelsen Opel Combo blev for første gang brugt på en kassevogn på basis på Kadett E. Den blev bygget mellem januar 1986 og august 1993, og "overlevede" dermed sin platformsdonor med to år.
Combos konkurrenter var hovedsageligt Citroën C15, Fiat Fiorino og Renault Rapid.
I modsætning til Kadett var Combo udstyret med stiv bagaksel med bladfjedre, hvilket muliggjorde en større lasteevne.

## Kadett F
I 1992, besluttede GM Europa sig for at standardisere modelnavnene. Opel tog navnet fra Vauxhall Motors Astra. Kun i Sydafrika blev biler fortsat produceret under navnet Kadett frem til 1999, hvorefter alle modeller entydigt fik det fælles navn Astra.